# 張敬 (萬曆進士)
張敬（？—？），字爾和，山東濟南府淄川縣人，民籍，明朝政治人物。

## 生平
嘉靖三十七年（1558年）戊午科山東鄉試第六十五名，萬曆五年（1577年）丁丑科會試第四十八名，登三甲第二百三十五名進士。官礼部主事。

## 家族
曾祖張賢；祖父張全；父張暴。母侯氏；繼母楊氏；繼母孫氏。具慶下。